# Ranunculus serbicus
Ranunculus serbicus là một loài thực vật có hoa trong họ Mao lương. Loài này được Vis. miêu tả khoa học đầu tiên năm 1858.

## Hình ảnh

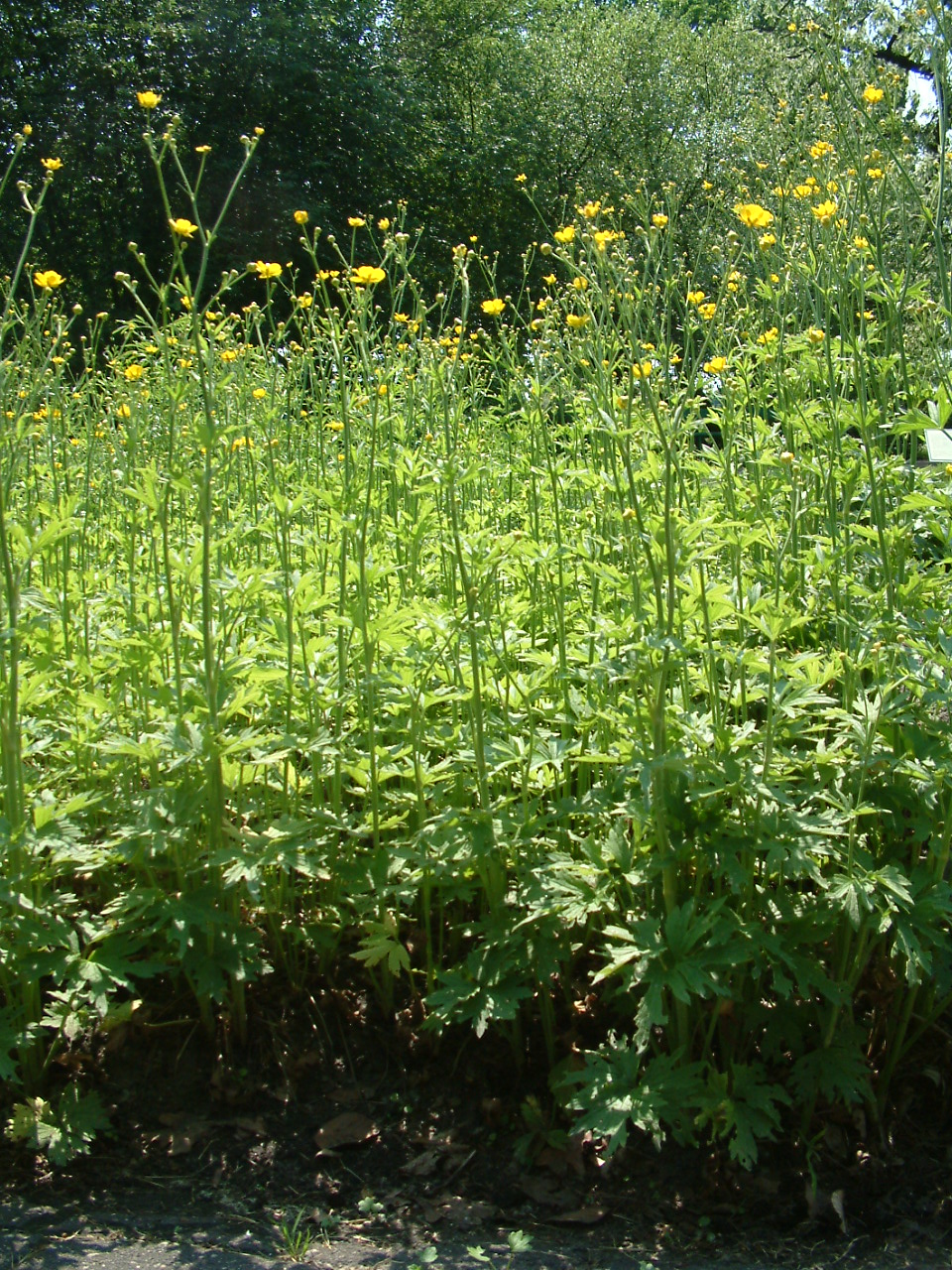
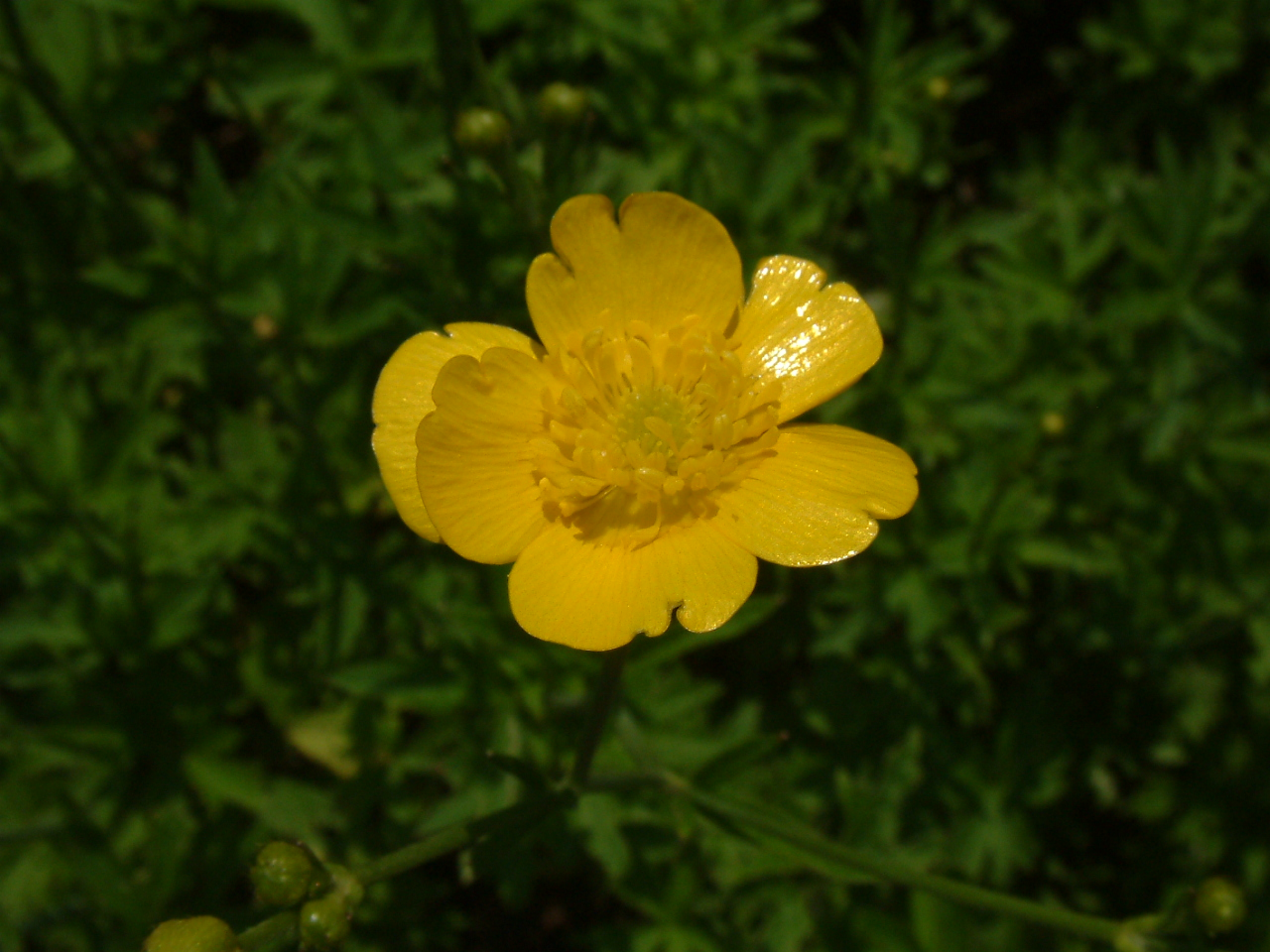